# Everybody Hates Chris
Everybody Hates Chris (Todo Mundo Odeia o Chris no Brasil; Todos Contra o Chris em Portugal) é uma sitcom semi-autobiográfica estadunidense, transmitida originalmente pela CBS entre 22 de setembro de 2005
a 8 de maio de 2009. Baseada vagamente nas experiências pessoais do ator e comediante Chris Rock no bairro de Bed-Stuy, em Nova Iorque, durante a década de 1980 (1982 a 1987). No entanto, a adolescência real de Rock se passou entre os anos
de 1978 a 1984.
O título do seriado é uma paródia da popular sitcom Everybody Loves Raymond, também exibido pela CBS.
A série é estrelada por Tyler James Williams e o elenco principal formado por Terry Crews, Tichina Arnold, Tequan Richmond, Imani Hakim, Vincent Martella e narrada por um Chris Rock já adulto.
A série foi criada por Rock e Ali LeRoi e foi originalmente desenvolvida para ser exibida pela Fox, antes de ser preterida. Foi então exibida pela UPN, onde foi ao ar em sua primeira temporada em 22 de setembro de 2005, mas depois foi transferido para a CW, onde foi ao ar suas três temporadas restantes. Em 2009, Rock anunciou que o fim da série combinava com seu próprio passado e ele sentiu que era hora de finalizar a história.
No Brasil, a série tornou-se nacionalmente conhecida por ser exibida incansavelmente pela Record, nos mais variados dias e horários, desde 2006, conquistando uma legião de fãs e admiradores das mais diversas idades.

## Temporadas

### 1ª temporada
A história começa no condado de Brooklyn, em Nova Iorque, nos anos de 1982 até 1983. A família Rock se muda de um conjunto habitacional para uma casa no bairro de Bed-Stuy, bairro esse conhecido pelo lema Bed-Stuy: só doido vai. Chris tem 13 anos e é o primogênito do casal Julius e Rochelle; ele é o irmão mais velho de Drew, um garoto atlético e bonito que sempre é paquerado pelas garotas, bem diferente de Chris, e da caçula Tonya, que é fã do cantor Billy Ocean e adora infernizar a vida dos irmãos, principalmente Chris.
Sua mãe, Rochelle, é uma mulher autoritária que tenta manter a família toda na linha. Seu maior medo é que seus filhos usem drogas ou acabem no crime. Ela vive pedindo demissão de seus empregos e se gaba que seu marido tem dois empregos. Fã declarado da série, o educador ítalo-brasileiro Pierluigi Piazzi (1943-2015), comentou sobre a personagem: "Eu adoro. Meu ídolo é a Rochelle. Se toda mãe fosse igual a Rochelle, não teria problema nenhum."

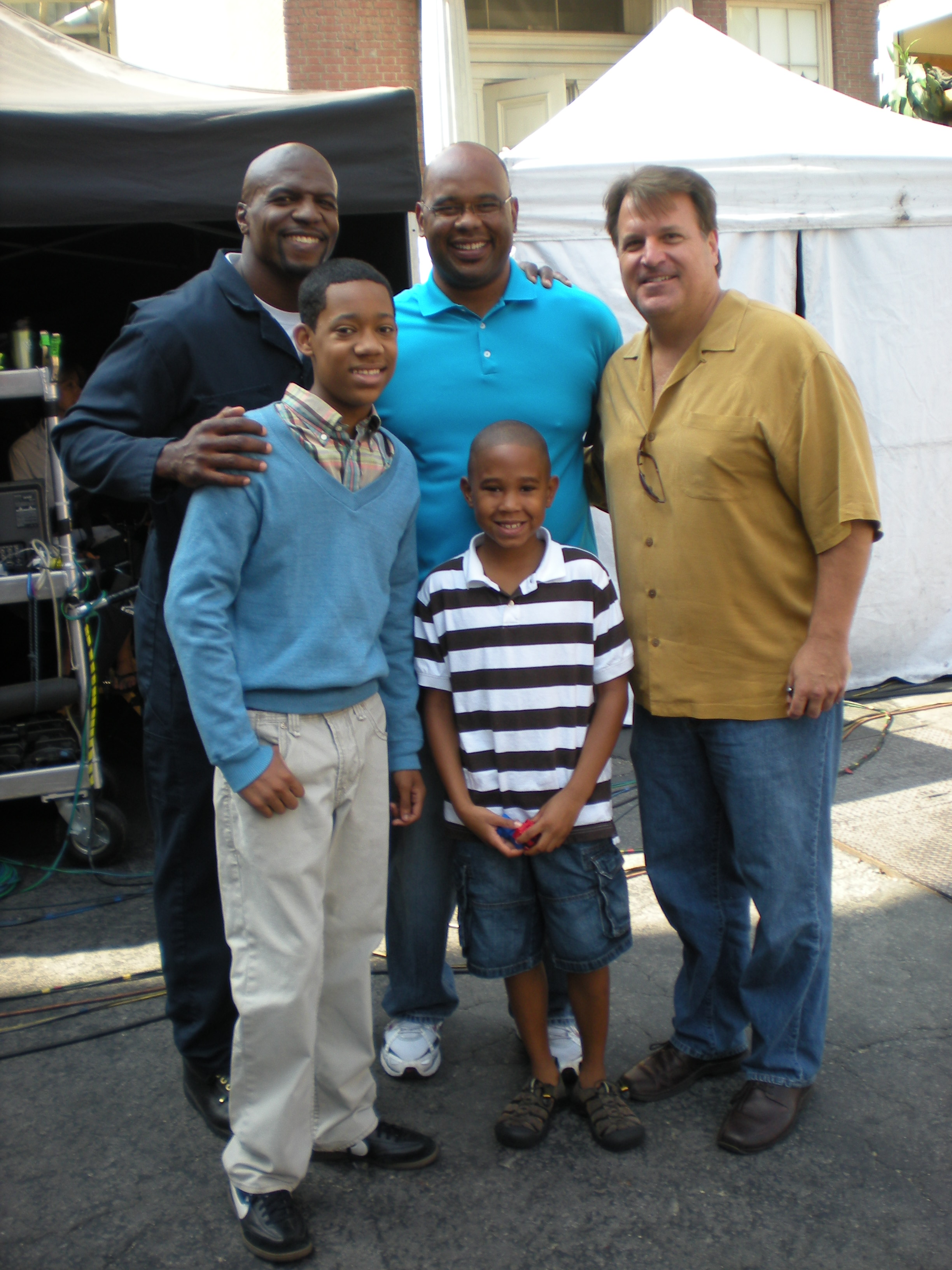
Pôster promocional da primeira temporada de Everybody Hates Chris

Seu pai, Julius, é uma pessoa extremamente trabalhadora, que luta pelo sustento de sua casa em dois empregos. Ele não gosta de gastar dinheiro excedente do necessário, fato que se tornou piada frequente na série.
Rochelle acha que se Chris estudar em uma escola fora de Bed-Stuy, ele terá oportunidades melhores na vida. Ela acaba matriculando seu filho na "Escola Secundária Corleone", onde ele começa a cursar o sétimo ano. O problema é que a escola é longe de sua casa e é frequentada apenas por pessoas brancas, isso na época em que o racismo estava em seu auge em toda a América. Para piorar a situação, no primeiro dia de aula ele briga com o valentão da escola, Joey Caruso, um garoto racista, que passa a infernizar sua vida. Entre uma surra e outra, Chris acaba fazendo amizade com Greg, um garoto nerd que não sabe brigar, mas assim como Chris, sabe correr dos valentões. A escola ainda conta com a professora Morello, que tenta ser politicamente correta mas acaba reforçando estereótipos raciais. Em meio a isso tudo, Chris vive seu primeiro amor não correspondido por sua vizinha, Keisha, que o despreza e é apaixonada por Drew. Chris também frequenta a Mercearia do Doc, onde ele vai jogar o Game "Asteroids" em uma máquina de fliperama da loja, o que fez ele ser conhecido como o melhor jogador do bairro.
- Nota: "Everybody Hates Chris" deveria se passar nos anos 1970, pois a infância de Chris Rock foi nessa década, porém estava sendo exibida outra série de muito sucesso que se passava nos anos 70, que se chamava That '70s Show, então os produtores resolveram fazer uma mudança estratégica e trouxeram a série para os anos 1980. O título da série também é uma paródia da sitcom Everybody Loves Raymond.

### 2ª temporada
Nesse período a história se passa nos anos de 1984 e 1985. Chris começa a trabalhar na Mercearia do Doc (DOC's) para ajudar no sustento da família. Ele também começa a se apaixonar por sua vizinha Tasha, porém a avó de Tasha, Louise (Whoopi Goldberg), é uma mulher rabugenta que não gosta dele.
Na 2ª temporada, Chris resolve se candidatar a presidente do grêmio escolar, concorrendo contra Joey Caruso, e também resolve ser DJ. Durante um assalto no DOC's, ele acaba conhecendo o bandido Malvo. Rochelle aluga o apartamento de cima para o Sr. Omar, um mórbido dono de uma funerária. Um professor substituto negro começa a dar aulas na Corleone, ficando no pé de Chris. Chris e Greg decidem matar aula para ir ao cinema assistir Os Caça-Fantasmas. Também é revelado que Julius é grande fã de novelas.
- Nota: O ator Antonio Fargas, que ficou conhecido como Doc Harris, dono do DOC's, interpretou o personagem Sr. Harris (Formigāo), na primeira temporada. Já foi dito na série que Doc e o Formigão são irmãos gêmeos.

### 3ª temporada
Nesse período a história se passa nos anos de 1985 e 1986. Nessa temporada, o próprio Chris Rock participa no episódio "Todo Mundo Odeia o Orientador". Ocorre também a primeira vez na qual Chris dirige, tendo que ir até a escola com o carro do pai no episódio ("Todo Mundo Odeia Dirigir"). Tem a presença de um outro garoto negro na Corleone, no episódio Todo Mundo Odeia O Novato, e a tentativa de Chris de se tornar um descolado no episódio ("Todo Mundo Odeia Ser Descolado").
Greg vai dormir na casa de Chris e conhece o pessoal de Bed-Stuy. Rochelle entra em um desfile de cabelos, promovido por Vanessa, e as meninas do salão fazem um penteado em forma de tsunami em seu cabelo. Julius descobre que é mais barato celebrar o Kwanzaa (cerimônia africana) do que o Natal. Chris vira um bad boy para impressionar Tasha. Ele também arruma um emprego no restaurante chinês do Senhor Fong. No dia das Dia das Mães, Chris presenteia Rochelle com um perfume "Pure Vodoo" falso. Chris e Greg se despedem da Corleone.

### 4ª temporada

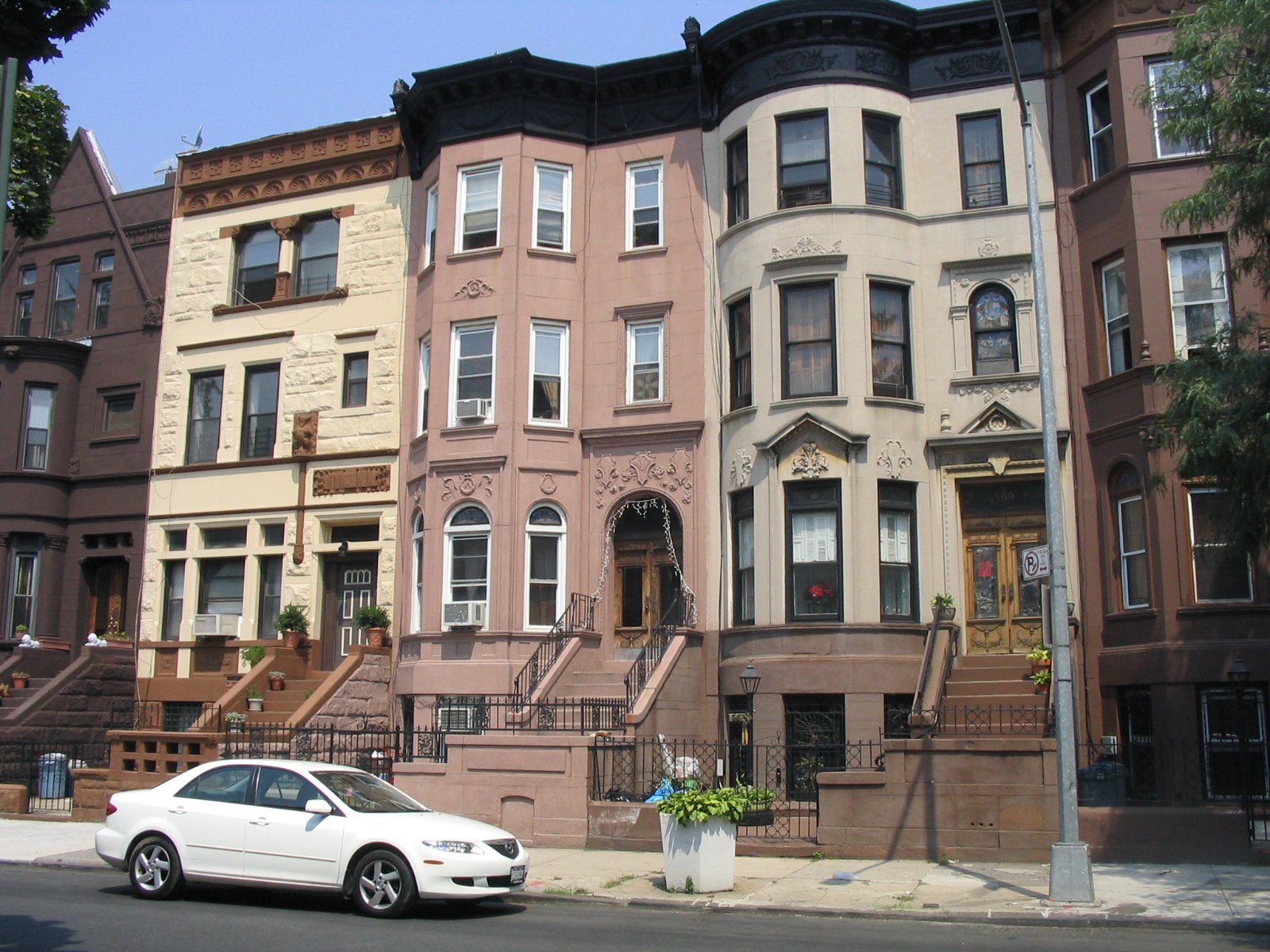
Bedford-Stuyvesant, palco do enredo da série

Por fim a última temporada da série, passada em 1986 e 1987. Chris está com quinze anos e já começa a manifestar algumas atitudes da adolescência, como desobedecer a mãe Rochelle. Chris e Greg vão para o Colégio Tattaglia, o qual não era composto somente por brancos, como a Corleone, porém Chris continua na mesma, além de ter que aguentar as provocações de Caruso e a Senhorita Morello, que também acaba indo para o Tattaglia e se torna a diretora.
Somos apresentados a Peaches (Tisha Campbell-Martin), a mãe de Tasha que acabou de sair da cadeia e quer muito ser amiga de Rochelle. Tonya começa a trabalhar com Rochelle no salão de beleza de Vanessa. Julius começa a trabalhar para a funerária do Sr. Omar, recolhendo cadáveres. Chris decide entrar para o time de luta greco-romana para conseguir uma jaqueta do time e impressionar as garotas. Rochelle se esforça para perder peso, fazendo toda a família entrar na dieta com a bebida de emagrecimento. Chris e Greg compram identidades falsas para ir a um show. Depois de ser atropelado acidentalmente por Chris, Greg quebra a perna e passa uma semana sob os cuidados de Rochelle.
- Nota: No último episódio ("Todo Mundo Odeia Supletivo") é revelado que no Tattaglia existe um limite de atrasos. Chris chegou 30 vezes atrasado e foi "reprovado" no 1° ano, então ele decide fazer o supletivo, onde precisa tirar no mínimo 580 de 800 para passar.[8] Na última cena, quando Julius estaciona o caminhão, há uma câmera que filma o número 735 pintado em seu caminhão. Isto sugere a pontuação do supletivo de Chris, que, portanto, passaria.[8] Ainda no último episódio, durante a cena no restaurante, um homem, com óculos escuros e casaco cinzento fica encarando o Chris. Esse homem, seria, na vida real, o agente de Chris Rock que o levaria para ser comediante. O último episódio também é uma paródia do final da série The Sopranos.[9] Com o lançamento da série animada em 2024, é revelado que Chris, na verdade, reprovou no exame supletivo, confirmando algumas teorias da conspiração pela internet que circulavam por anos.[10]

- Cancelamento: Os motivos do fim da série são incertos. Há quem diga que a série terminou porque a audiência na emissora The CW estava muito baixa. A outra vertente é que, como 1988 foi o ano em que Julius Rock o (pai de Chris Rock) faleceu na vida real, não havia sentido em incluir isso na série, tampouco continuá-la depois desse fato.[carece de fontes?]

## Elenco
= Elenco principal (creditado) 
     = Elenco recorrente (4+)
| Chris Rock           | Narrador               | Principal | Principal | Principal | Principal |
| Tyler James Williams | Chris Rock             | Principal | Principal | Principal | Principal |
| Terry Crews          | Julius Rock            | Principal | Principal | Principal | Principal |
| Tichina Arnold       | Rochelle Rock          | Principal | Principal | Principal | Principal |
| Tequan Richmond      | Drew Rock              | Principal | Principal | Principal | Principal |
| Imani Hakim          | Tonya Rock             | Principal | Principal | Principal | Principal |
| Vincent Martella     | Gregory "Greg" Wuliger | Principal | Principal | Principal | Principal |

### Recorrentes
Everybody Hates Chris conta com um elenco recorrente de personagens secundários que interagem com os personagens principais durante todos os episódios:
| Intérprete            | Personagem                   | Temporadas | Temporadas | Temporadas | Temporadas |
| Intérprete            | Personagem                   | 1          | 2          | 3          | 4          |
| --------------------- | ---------------------------- | ---------- | ---------- | ---------- | ---------- |
| Jacqueline Mazarella  | Senhorita Vivian Morello     | Recorrente | Recorrente | Recorrente | Recorrente |
| Antonio Fargas        | Doc Harris                   | Recorrente | Recorrente | Recorrente | Recorrente |
| Ernest Lee Thomas     | Sr. Omar                     | part.      | Recorrente | Recorrente | Recorrente |
| Kevontay Jackson      | Jerome                       | Recorrente | Recorrente | Recorrente | Recorrente |
| Mike Estime           | Richard "Perigo"             | Recorrente | Recorrente | Recorrente | Recorrente |
| Jeris Poindexter      | Edgar "Golpe Baixo" Deveraux | part.      | Recorrente | Recorrente | Recorrente |
| Jackée Harry          | Vanessa                      | Recorrente | Recorrente | Recorrente | Recorrente |
| Blake Hightower       | Clivon "James" Barris        | Recorrente | Recorrente | Recorrente | Recorrente |
| Paige Hurd            | Tasha Clarkson               |            | Recorrente | Recorrente | Recorrente |
| Tasia Sherel          | Pam                          | part.      | Recorrente | Recorrente | Recorrente |
| Todd Bridges          | Jimmy "Monk"                 |            | Recorrente | Recorrente | Recorrente |
| Ricky Harris          | Malvo                        |            | part.      | part.      | part.      |
| J. B. Smoove          | Manny                        |            | Recorrente | Recorrente |            |
| Tony Rock             | Tio Ryan Rock                |            |            | Recorrente | Recorrente |
| Earthquake            | Tio Michael                  | part.      | part.      | part.      |            |
| Paul Ben-Victor       | Professor Roy Thurman        |            |            |            | Recorrente |
| Tisha Campbell-Martin | Peaches Clarkson             |            |            |            | Recorrente |
| B.J. Britt            | Walter Dickerson             |            |            |            | Recorrente |
| Keesha Sharp          | Sheila Ridenhour             | Recorrente |            |            |            |
| Aree Davis            | Keesha Ridenhour             | Recorrente | part.      |            |            |
| Lynda Scarlino        | Srª. Abigail Milone          | Recorrente | Recorrente |            |            |
| Shelby Young          | Jennifer Thompson            | Recorrente | Recorrente | Recorrente |            |

### Convidados especiais
| Intérprete            | Personagem | Episódio                                                                   |
| --------------------- | --- | -------------------------------------------------------------------------- |
| Whoopi Goldberg       | Louise Clarckson, avó de Tasha | Temporada 2, Episódios 1 e 4                                               |
| Loretta Devine        | Vovó Maxine Tingman, mãe de Rochelle | Temporada 1, Episódio 17 Temporada 2, Episódios 20 e 21                    |
| Jimmie Walker         | Vovô Eugene "Gene" Tingman, pai de Rochelle | Temporada 1, Episódio 17 Temporada 2, Episódio 19 Temporada 3, Episódio 11 |
| Wayne Brady           | Tio Louis Rock, irmão de Julius | Temporada 2, Episódio 8 Temporada 3, Episódio 11                           |
| Jude Ciccolella       | Dr. Reymond, diretor do Corleone na primeira temporada                                                                                                | Temporada 1, Episódios 1, 2, 4 e 6                                         |
| Jason Alexander       | Diretor Edwards, diretor da Corleone na segunda temporada                                                                                             | Temporada 2, Episódios 6 e 13                                              |
| Robin Givens          | Stacy, namorada do Doc | Temporada 4, Episódio 6                                                    |
| Heitor A. Garcia      | Angeel, o colega andrógeno de Chris em economia doméstica                                                                                             | Temporadas 4, Episódios 2 e 16                                             |
| Orlando Jones         | Sr. Newton, o professor substituto de Chris | Temporada 2, Episódio 14                                                   |
| Orlando Jones         | Dr. Clint Huckstable, pai de Jenise | Temporada 4, Episódio 3                                                    |
| Phylicia Rashad       | Kathleen Deveraux, mãe do Golpe Baixo | Temporada 3, Episódio 10                                                   |
| Clarence Williams III | Sr. Tate, um inquilino recém-chegado da Filadélfia; na realidade um criminoso procurado                                                               | Temporada 1, Episódio 3                                                    |
| Anna Maria Horsford   | Hattie Mitchell, viúva e proprietária de uma loja de chapéus                                                                                          | Temporada 3, Episódios 14 e 16                                             |
| Steve Landesberg      | Sr. Stanley Levine, idoso branco a quem Chris pede abrigo durante um blackout                                                                         | Temporada 4, Episódio 11                                                   |
| Richard Lewis         | Kris, um suposto paciente do hospital com quem Chris interage durante sua internação. Na dublagem brasileira, o personagem foi renomeado como "Noel". | Temporada 2, Episódio 10                                                   |
| Tia Texada            | Senhorita Rivera / Karen Rodriguez, professora de literatura de Chris, na verdade uma criminosa procurada                                             | Temporada 4, Episódio 4                                                    |
| Tristin Mays          | Jenise Huxtable, companheira de Chris no baile de boas vindas                                                                                         | Temporada 4, Episódio 3                                                    |
| Raven Goodwin         | Tangee, garota por quem Chris se apaixona no ônibus                                                                                                   | Temporada 1, Episódio 14                                                   |
| Érica Hubbard         | Yvette, a babá irresponsável contratada por Rochelle                                                                                                  | Temporada 1, Episódio 7                                                    |
| Blake Clark           | Delegado Russo, titular da delegacia para onde Chris é levado                                                                                         | Temporada 1, Episódio 21                                                   |
| T. K. Carter          | Vereador Johnson, um amigo de infância de Rochelle e candidato a prefeito                                                                             | Temporada 2, Episódio 3                                                    |
| Roberto Wuhl          | Abe Himmelfarb, dono da loja de penhores | Temporada 2, Episódio 17                                                   |
| Fred Willard          | Policial | Temporada 4, Episódio 18                                                   |
| Lauren London         | Garota na limousine | Temporada 1, Episódio 17                                                   |
| Verdine White         | Ele mesmo | Temporada 2, Episódio 15                                                   |
| Willie O'Ree          | Ele mesmo | Temporadas 3, Episódio 15                                                  |
| Kristoff St. John     | Ele mesmo | Temporada 4, Episódio 17                                                   |

## Lista de episódios
| Temporada | Temporada | Episódios | Exibição Original                           | Lançamento em DVD     |
| --------- | --------- | --------- | ------------------------------------------- | --------------------- |
|           | 1         | 22        | 22 de setembro de 2005 – 11 de maio de 2006 | 10 de outubro de 2006 |
|           | 2         | 22        | 1 de outubro de 2006 – 14 de maio de 2007   | 9 de outubro de 2007  |
|           | 3         | 22        | 1 de outubro de 2007 – 18 de maio de 2008   | 16 de agosto de 2008  |
|           | 4         | 22        | 3 de outubro de 2008 – 8 de maio de 2009    | 18 de agosto de 2009  |

## Exibição

### Estados Unidos
Everybody Hates Chris teve quatro temporadas, exibidas originalmente nos Estados Unidos entre 22 de setembro de 2005 á 8 de maio de 2009, pelos canais de televisão The CW Television Network e United Paramount Network. Também foi reprisada nos canais pagos Nick at Nite, MTV2, VH1 e BET. A série completa também está disponível no serviços de streaming Hulu, CBS All Access, CW Seed e no iTunes Store.

### Brasil
No Brasil, foi exibida em cinco emissoras, inicialmente no canal Sony e posteriormente na Record (estreando no canal aberto em outubro de 2006), TBS, no Comedy Central e no Multishow. A série deixou de ser exibida na Record desde setembro de 2017, mas retornou no dia 6 de janeiro de 2019, domingo às 09h00, dentro do bloco Record Kids, mas foi cancelada novamente no dia 1 de março de 2020, para dar lugar a nova programação da emissora. Voltou ao ar três semanas depois, no dia 22 de março de 2020, devido aos baixos índices de audiência da atração que havia substituído a série. Posteriormente a série foi adquirida pelo Grupo Globo e está disponível no catálogo do Globoplay desde agosto de 2019, além dele, a série se encontra disponível no Brasil pelo Prime Video e Paramount+.

### Portugal
Em Portugal, foi exibida na RTP2. Estreou em 8 de julho de 2007, às 20h40, e terminou em 1 de junho de 2011, às 19h, na versão original com legendas e com interrupções, após cada temporada. Em 2016 e 2017, repetiu na Record (canal europeu) com dublagem brasileira. Desta vez, sem interrupções.
| País           | Canal              |
| -------------- | ------------------ |
| Estados Unidos | UPN                |
| Estados Unidos | The CW             |
| Estados Unidos | Nick At Nite       |
| Estados Unidos | MTV2               |
| Estados Unidos | VH1                |
| Estados Unidos | BET                |
| Brasil         | Canal Sony         |
| Brasil         | Record             |
| Brasil         | TBS                |
| Brasil         | Comedy Central     |
| Brasil         | Multishow          |
| Portugal       | RTP2               |
| Portugal       | Record TV (Europa) |

## Audiência
- O primeiro episódio da série, transmitido pela UPN, alcançou a 3ª maior audiência da história da emissora.[15]

- A primeira temporada iniciou com a média de 4 milhões de telespectadores.[8]

- A terceira temporada de Everybody Hates Chris foi assistida na The CW por 1 milhão e 700 mil telespectadores.[16]

- A estreia da quarta temporada rendeu a audiência de 2 milhões e 100 mil telespectadores.[17]

- O último episódio da série, alcançou 1,8 milhão de espectadores.[7][18]

- Em 21 de novembro de 2010 a série alcançou a picos de 10 pontos, ficando assim na terceira posição absoluta, conseguindo ultrapassar a Band.[19]

- Em 27 de dezembro de 2011, a série alcançou a vice-liderança, com 7.1 pontos de média de IBOPE.[20]

## Lançamento em DVD
Everybody Hates Chris foi lançado em Região 1, 2 e 4. No Brasil, foi lançado um box com 4 discos, em 2013, chamado de "O Melhor de Todo Mundo Odeia o Chris”, uma coletânea que traz os 20 episódios de maior sucesso das quatro temporadas.
| Estados Unidos                         | Estados Unidos        | Estados Unidos |
| Titulo                                 | Lançamento            | Informações |
| -------------------------------------- | --------------------- | --- |
| A Primeira Temporada Completa          | 10 de Outubro de 2006 | 4 Discos; Idioma e Legendas: Inglês; Duração: 320 minutos Bônus: Todo Mundo Odeio O Set; Todo Mundo Odeio câmeras de vídeo;Todo Mundo Odeio a Música; Todo Mundo Odeio Fotos; Cenas deletadas; Audições; Erros de Gravação; |
| A Segunda Temporada Completa           | 9 de Outubro de 2007  | 4 Discos; Idioma e Legendas: Inglês; Duração: 457 minutos Bônus: Everybody Hates the Cast ; Um dia na vida de Tyler James Williams; Everybody Hates Mulheres do Sr. Omar; Everybody Hates Caruso; Everybody Hates Racismo da Sra Morell; |
| A Terceira Temporada Completa          | 26 de Agosto de 2008  | 4 Discos; Idioma e Legendas: Inglês; Duração: 320 minutos |
| A Quarta Temporada Completa            | 18 de Agosto de 2009  | 4 Discos; Idioma e Legendas: Inglês; Duração: 320 minutos |
| A Série Completa                       | 18 de Agosto de 2009  | 16 Discos; Idioma e Legendas: Inglês; Duração: 1.819 minutos |
| Brasil                                 |                       | |
| Título                                 | Lançamento            | Informações |
| O Melhor de “Todo Mundo Odeia o Chris” | 14 de Julho de 2013   | 4 Discos; Idioma e Legendas: Inglês e Português; Duração: 416 minutos Episódios: Disco 1: 1.Todo Mundo Odeia o Chris 2. Todo Mundo Odeia Rejeição 3. Todo Mundo Odeia Promessas 4. Todo Mundo Odeia Feriado 5. Todo Mundo Odeia o Inverno / Disco 2: 6. Todo Mundo Odeia Roubar Correntes 7. Todo Mundo Odeia o Orientador 8.Todo Mundo Odeia Dirigir 9.Todo Mundo Odeia o Gretzky 10. Todo Mundo Odeia a DFN / Disco 3: 11. Todo Mundo Odeia Ex-Presidiários 12. Todo Mundo Odeia a Páscoa 13. Todo Mundo Odeia o Baile da Nona Série 14. Todo Mundo Odeia Formaturas 15. Todo Mundo Odeia Baile / Disco 4: 16. Todo Mundo Odeia a Professora de Literatura 17. Todo Mundo Odeia Lavar Louça 18. Todo Mundo Odeia Tasha 19.Todo Mundo Odeia Ameaças de Bomba 20. Todo Mundo Odeia Supletivo. |

## Recepção
Em sua primeira temporada, Everybody Hates Chris teve aclamação por parte da crítica especializada. Com base de 32 avaliações profissionais, alcançou uma pontuação de 88% no Metacritic. Por votos dos usuários do site, atinge uma nota de 8.1, usada para avaliar a recepção do público.

## Prêmios e indicações
Everybody Hates Chris ganhou um NAACP Image Awards de melhor roteiro em 2007. Também foi indicado ao Globo de Ouro e ao Emmy Awards. Ao todo a série ganhou 13 prêmios.
- Globo de Ouro

2006 – Melhor Série de Televisão - Comédia ou Musical (Indicado)
- Emmy Awards

2009 - Cinematografia para uma meia hora Series - Darrian Jones para o episódio "Everybody Hates Back Talk" (Indicado)
2006 - Cinematografia para uma Série-Camera Individual - Mark Doering-Powell para o episódio "Everybody Hates Funerals". (Indicado)
2006 - Trajes excelente para uma Série - Kendra longo & Laura Haas para o episódio "Everybody Hates the Pilot" (Indicado)
- Writers Guild of America

2006 – Melhor Serie Nova (Indicado)
- Young Artist Awards

2006 – Melhor Série de Televisão Família (Comédia)
2006 - Melhor Performance em Série de TV - Ator Protagonista Jovem (Comédia ou Drama) - Tyler James Williams (Indicado)
2006 - Melhor Performance em Série de TV - Ator Coadjuvante Jovem (Comédia ou Drama) - Vincent Martella (Indicado)
2008 - Melhor Performance em Série de TV - Melhor Ator Jovem - Tyler James Williams (Indicado)
2008 - Melhor Performance em Série de TV - Ator Coadjuvante Jovem - Vincent Martella (Indicado)
- Television Critics Association Awards

2006 – Outstanding Achievement in Comedy (Indicado)
2006 – Novo Programa do Ano (Indicado)
- Teen Choice Awards

2006 - TV - Ator Favorito: Comédia - Tyler James Williams (Indicado)
2006 - TV - Atriz Favorito: Comédia - Tichina Arnold (Indicado)
2006 - TV - Show Favorito (Indicado)
2006 - TV - Melhor Serie de Comédia (Indicado)
2006 - Unidade Parental - TV - Tichina Arnold & Terry Crews (Indicado)
2006 - TV - Escolha Codjuvante - Vincent Martella (Indicado)
- Image Awards

2010 - Melhor Ator em Série de Comédia - Tyler James Williams (Indicado)
2010 - Melhor Atriz em Série de Comédia - Tichina Arnold (Indicado)
2010 - Melhor Série de Comédia (Indicado)
2010 - Realização proeminente em uma série de comédia - Ali LeRoi para o episódio "Everybody Hates the GED" (Indicado)
2009 - Melhor Ator em Série de Comédia - Tyler James Williams (Indicado)
2009 - Melhor Ator em Série de Comédia - Terry Crews (Indicado)
2009 - Melhor Atriz em Série de Comédia - Tichina Arnold (Indicado)
2009 - Melhor Série de Comédia (Indicado)
2009 - Realização proeminente em uma série de comédia - Ali LeRoi para o episódio "Everybody Hates Port Authority" (Indicado)
2008 - Melhor Roteiro em Série de Comédia - Ali LeRoi para o episódio "Everybody Hates Conselheiro da orientação"
2008 - Melhor Ator em Série de Comédia - Tyler James Williams (Indicado)
2008 - Melhor Ator Coadjuvante em Série de Comédia - Terry Crews (Indicado)
2008 - Melhor Atriz em Série de Comédia - Tichina Arnold (Indicado)
2008 - Melhor Série de Comédia (Indicado)
2008 - Realização proeminente em uma Série de Comédia - Ali LeRoi para o episódio "Everybody Hates Baseball" (Indicado)
2008 - Realização proeminente em uma série de comédia - Millicent Shelton para o episódio "Everybody Hates the Substitute" (Indicado)
2007 - Melhor Ator em Série de Comédia Tyler James Williams
2007 - Melhor Atriz em Série de Comédia - Tichina Arnold (Indicado)
2007 - Melhor Ator Coadjuvante em Série de Comédia - Terry Crews (Indicado)
2007 - Melhor Ator Coadjuvante em Série de Comédia - Antonio Fargas (Indicado)
2007 - Melhor Atriz Coadjuvante em Série de Comédia - Whoopi Goldberg (Indicado)
2007 - Melhor Série de Comédia (Indicado)
2007 - Realização proeminente em uma série de comédia - Ali LeRoi para o episódio "Everybody Hates Elections" (Indicado)
2007 - Realização proeminente em uma série de comédia - Millicent Shelton para o episódio "Everybody Hates Dia dos Namorados" (Indicado)
2006 - Melhor Atriz em Série de Comédia - Tichina Arnold
2006 - Melhor Série de Comédia
2006 - Melhor Ator em Série de Comédia - Tyler James Williams (Indicado)
2006 - Melhor Ator Coadjuvante em Série de Comédia - Terry Crews (Indicado)
2006 - Realização proeminente em uma série de comédia - Ken Whittingham (Indicado)
- Motion Picture Sound Editors

2006 - Melhor Edição de Som em Short Form Televisão - Diálogo e automatizada Substituição Diálogo - para o episódio "Everybody Hates Basketball" (Indicado)
2006 - Melhor Edição de Som em Short Form Televisão - Música - para o episódio "Everybody Hates Halloween" (Indicado)
- Environmental Media Awards

2008 – Episodic Comedy (Indicado)
- Satellite Awards

2006 – Melhor Série de Televisão, Comédia ou Musical (Indicado)
- People's Choice Awards

2006 – Nova Serie de Comédia Favorita (Indicado)

## Série animada
Em março de 2021, uma série animada foi anunciada para estar em desenvolvimento com Chris Rock retornando como narrador. Em julho de 2021, Sanjay Shah, produtor executivo e co-showrunner do Central Park, foi relatado como escrevendo e produzindo a série. Em agosto de 2022, foi relatado que o reboot animado seria intitulado Everybody Still Hates Chris. Em junho de 2024, o elenco foi anunciado com Rock, Crews e Arnold reprisando seus papéis, e novas adições, incluindo Tim Johnson Jr. como o jovem Chris, Ozioma Akagha como Tonya, Terrence Little Gardenhigh como Drew e Gunnar Sizemore como Greg. A série estreará no Comedy Central em 25 de setembro de 2024 e será lançado no Paramount+ em uma data posterior. Segundo a Entertainment Weekly, a nova série será um revival e começará onde terminou o final da série live-action.